# Almería Western Film Festival 2023
La edición 13 del AWFF se celebró de los 11 al 14 de octubre de 2023 y fue dirigida por Guillermo de Oliveira.
13ª edición de Almería Western Film Festival (AWFF)

## Premios
Los premios concedidos fueronː
| palmarés                                                                | premiados                                                                 |
| ----------------------------------------------------------------------- | ------------------------------------------------------------------------- |
| Premio al Mejor Largometraje                                            | Godland, de Hlynur Palmason (Dinamarca, 2022)                             |
| Premio a la Mejor Interpretación                                        | Godland, de Hlynur Palmason (Dinamarca, 2022)                             |
| Premio Carlo Simi a la Contribución Técnico-Artística al Género Wéstern | Felipe Gálvez y Antonia Girardi por el guion de Los colonos (Chile, 2023) |
| Premio RC Service a la Mejor Fotografía de una obra española:           | César Hernando por Sacrilegio (España, 2023)                              |
| Premio al Mejor Cortometraje                                            | Chi para per primo de Emanuele Palamara (Italia, 2023).                   |
| Premio RTVA a la Mejor producción andaluza                              | Velox de Pablo Reche (España, 2023)                                       |
| Mención especial del Jurado al Mejor Cortometraje                       | Sacrilegio de Pedro Casablanc (España, 2022)                              |
| Premio del Público al Mejor Largometraje                                | Call Me Mule de Nina Schwanse y John McDonald (EEUU, 2023)                |
| Premio del Público al Mejor Cortometraje                                | Bounty for Bernadette de Andrea Elsener (Suiza, 2023)                     |

| premio                      | premiados                                                                                              |
| --------------------------- | --- |
| Premio Tabernas de Cine     | José Luis Alcaine, director de fotografía (España)                                                     |
| Premio Spirit if the West   | John Hillcoat, director (EEUU)                                                                         |
| Premio Leone in Memoriam    | Joaquín Romero Marchent y Rafael Romero Marchent, directores (España).                                 |
| Premio Desierto de Tabernas | Paco Ardura, coordinador de semovientes (España) y José Luis Galicia, diseñador de producción (España) |

## Jurado

### Jurado Sección Oficial de Largometrajes
- Ainhoa Rodríguez, directora.
- Marta Medina, crítica y guionista.
- Miguel Barros, guionista.

### Jurado Sección Oficial de Cortometrajes y Premio RTVA
- Manuel Carretero, redactor de Canal Sur Radio y TV.
- Paula Púa, cómica y guionista.
- Pepe Mora, maquillador de caracterización y efectos especiales.
- Peli de Tarde, blog.